# Čabraď
Čabraď je přírodní rezervace v katstrálním území obce Čabradský Vrbovok v okrese Krupina v Banskobystrickém kraji na Slovensku. Území bylo vyhlášeno v roce 1967 a jeho rozloha je 141,21 hektaru. Předmětem ochrany je lokalita bohatého výskytu plazů. Součástí rezervace je zřícenina hradu Čabraď.